# Petit-Val
Petit-Val (toponimo francese) è un comune svizzero di 408 abitanti del Canton Berna, nella regione del Giura Bernese (circondario del Giura Bernese).

## Storia
Il comune di Petit-Val è stato istituito il 1º gennaio 2015 con la fusione dei comuni soppressi di Châtelat, Monible, Sornetan e Souboz.

## Geografia antropica

### Frazioni
Le frazioni di Petit-Val sono:
- Châtelat[2]
  - Fornet-Dessous
  - Moron
- Monible[3]
- Sornetan[4]
- Souboz[5]
  - Les Ecorcheresses

## Amministrazione
Comune politico e comune patriziale sono uniti nella forma del commune mixte.